# Danh sách quân chủ Na Uy

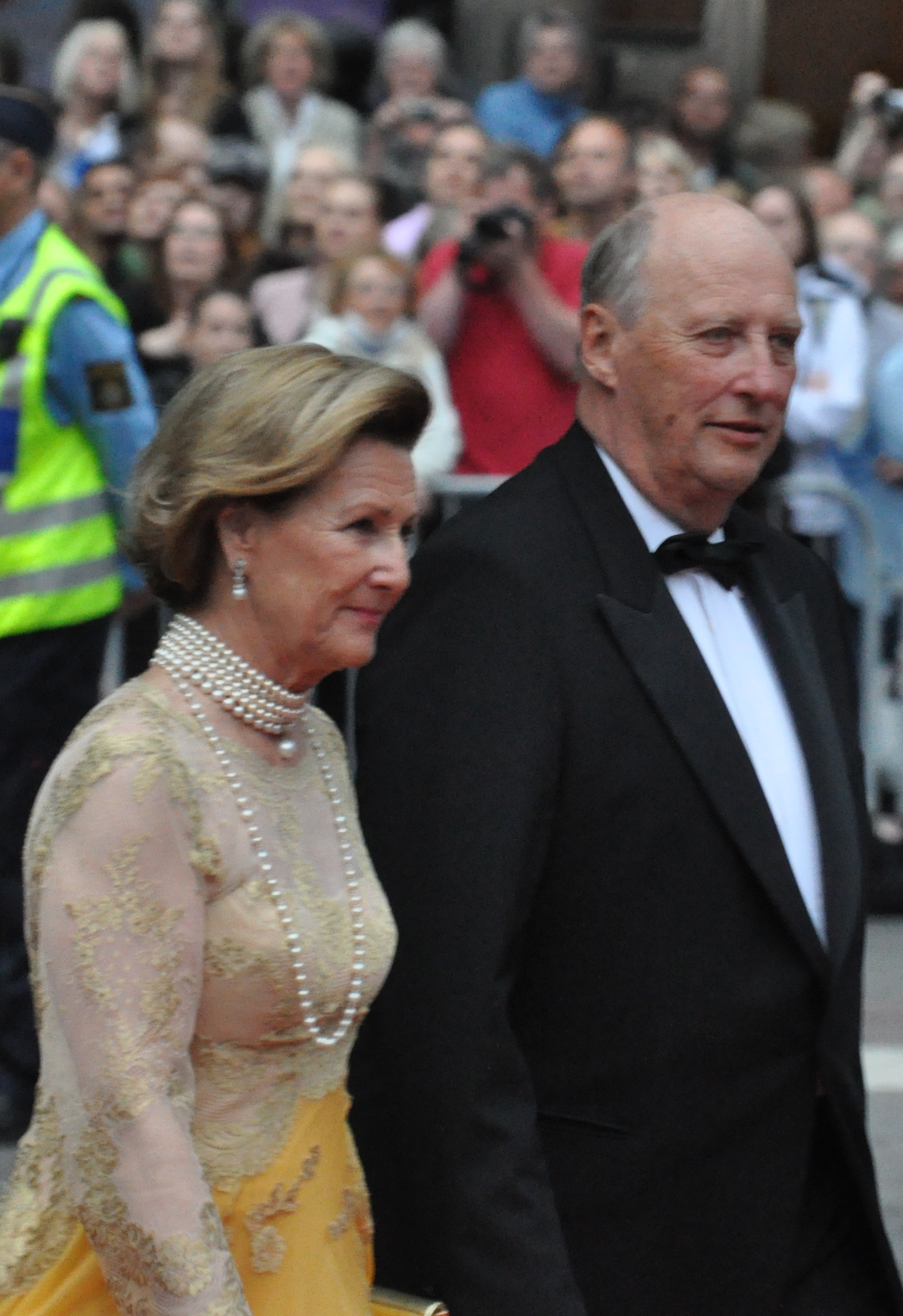
Vua Harald V và Hoàng hậu Sonja

Danh hiệu Quốc vương Na Uy bắt đầu từ năm 872, đánh dấu bằng trận Hafrsfjord mà Harald đánh bại các nước, thống nhất lại thành vương quốc Na Uy. Năm 970, thất bại trước cuộc tấn công của quân Viking Đan Mạch, triều đại của Harald bị lật đổ, thay vào đó là một người khác cùng tên Harald lên làm vua, lập vương triều mới. Suốt thế kỷ XII - XIII là thời kỳ đấu đá quyền lực trong chính quyền, điều đó làm Na Uy suy yếu.
Nhân đó, vào năm 1387, Đan Mạch đã buộc Na Uy và 1 nước nữa là Thụy Điển để thành lập "Liên minh Kalmar". Thụy Điển rời liên minh năm 1523, nhưng Na Uy và Đan Mạch vẫn nằm cùng nhau, hai nước chịu sự cai trị chung của quốc vương Đan Mạch. Giữa 1450 và 1814, các vua Na Uy là thuộc dòng họ Oldenburgs trú tại Copenhagen. Chế độ quân chủ tuyệt đối đã được thông qua trong 1660.
Năm 1814, Na Uy giành được độc lập chính trị và thiết lập chế độ quân chủ lập hiến. Christian Frederick được bầu làm vua sau sự thoái vị của Frederick VI. Ông đã sớm buộc phải thoái vị bởi Charles XIII của Thụy Điển, tạo ra một liên minh mới giữa Na Uy và Thụy Điển.
Khi Oscar II bị truất ngôi vào năm 1905, Thụy Điển giành được độc lập và một hoàng thân họ Oldenburg là Haakon được bầu làm vua Na Uy. Dòng vua này tiếp tục cai trị đến hiện nay.
Các quốc vương Na Uy có các danh hiệu: vua của người Goth, Vua của xứ Wends, công tước của Schleswig, công tước Holstein, Lãnh địa Rügen, và Quận công xứ Oldenburg. Họ tự gọi mình là Konge til Norge (chứ không phải là Konge af Norge), chỉ ra rằng nước là sở hữu cá nhân của họ, thường là với phong cách Hoàng gia của Hoàng thượng.

## Danh sách quốc vương Na Uy

### Triều Fairhair
| Tên | Tuổi thọ | Bắt đầu trị vì | Kết thúc trị vì | Ghi chú | Dòng dõi | Hình |
| --- | -------- | -------------- | --------------- | ------- | -------- | ---- |

1. Harald I Halfdansson: 872-932
2. Eric I Haraldsson: 929-934
3. Haakon I Haraldsson: 934-960
4. Harald II Ericsson: 961-970

### Triều Knýtlinga
1. Harald Bluetooth: 961 - 980
2. Haakon Sigurdsson: 970-995
3. Olaf I Tryggvason: 995-1000
4. Sweyn I Forkbeard: 1000-1013
5. Eric Haakonsson: 1000-1015
6. Sweyn Haakonsson: 1000-1015
7. Olaf II Haraldsson: 1015-1028
8. Knud Đại đế: 1028-1035
9. Haakon Ericsson: 1028-1029
10. Sweyn II Knutsson (với Ælfgifu): 1030-1035
11. Magnus I Olafsson: 1035-1047

### Triều Hadrada
1. Harald III Sigurdsson: 1046-1066
2. Magnus II Haraldsson: 1066-1069
3. Olaf III Haraldsson: 1067-1093
4. Haakon Magnusson: 1093-1094
5. Magnus III Olafsson:1093-1103
6. Olaf IV Magnusson: 1103-1115
7. Eystein I Magnusson: 1103-1123
8. Sigurd I Magnusson: 1103-1130
9. Magnus IV Sigurdsson: 1130-1135

### Triều Gille:
1. Harald IV Magnusson: 1130-1136
2. Sigurd II Haraldsson: 1136–1155
3. Inge I Haraldsson: 1136–1161
4. Eystein II Haraldsson: 1142–1157
5. Magnus Haraldsson: 1142–1145
6. Haakon II Sigurdsson: 1157–1162
7. Magnus V Erlingsson: 1161–1184

### Triều Sverre
1. Sverre Sigurdsson: 1184–1202
2. Haakon III Sverresson: 1202–1204
3. Guttorm Sigurdsson: 1204
4. Inge II Bårdsson: 1204–1217
5. Haakon IV Haakonsson: 1217–1263
6. Haakon Haakonsson: 1240–1257
7. Magnus VI Haakonsson: 1257–1280
8. Eric II Magnusson: 1273–1299
9. Haakon V Magnusson: 1299–1319

### Triều Bjelbo
1. Magnus VII Eriksson: 1319 –1343
2. Haakon VI Magnusson: 1343–138

## Triều đại Bernadotte
| Tên              | Tuổi thọ | Bắt đầu trị vì | Kết thúc trị vì | Ghi chú | Dòng dõi | Hình |
| ---------------- | -------- | -------------- | --------------- | ------- | -------- | ---- |
| Charles III John |          |                |                 |         |          |      |
| Oscar I          |          |                |                 |         |          |      |
| Charles IV       |          |                |                 |         |          |      |
| Oscar II         |          |                |                 |         |          |      |

## Triều đại Schleswig-Holstein-Sonderburg-Glücksburg
| Tên        | Tuổi thọ                                                                                    | Bắt đầu trị vì            | Kết thúc trị vì          | Ghi chú                                                                 | Dòng dõi                                     | Hình |
| ---------- | ------------------------------------------------------------------------------------------- | ------------------------- | ------------------------ | ----------------------------------------------------------------------- | -------------------------------------------- | ---- |
| Haakon VII | Ngày 3 tháng 8 năm 1872 Charlottenlund (Đan Mạch) – Ngày 21 tháng 9 năm 1957 Oslo (85 tuổi) | Ngày 18 tháng 11 năm 1905 | Ngày 21 tháng 9 năm 1957 | Con trai thứ hai của Frederik VIII của Đan Mạch và Lovisa của Thụy Điển | Nhà Schleswig-Holstein-Sonderburg-Glücksburg |      |
| Olav V     | Ngày 2 tháng 7 năm 1903 Norfolk (Anh) – Ngày 17 tháng 1 năm 1991 Oslo (87 tuổi)             | Ngày 21 tháng 9 năm 1957  | Ngày 17 tháng 1 năm 1991 | Con trai duy nhất của Haakon VII và Maud của Liên hiệp Anh              | Nhà Schleswig-Holstein-Sonderburg-Glücksburg |      |
| Harald V   | Ngày 21 tháng 2 năm 1937 Asker                                                              | Ngày 17 tháng 1 năm 1991  | Đang trị vì              | Con trai duy nhất của Olav V và Märtha của Thụy Điển                    | Nhà Schleswig-Holstein-Sonderburg-Glücksburg |      |